# Aechmea mariae-reginae
Aechmea mariae-reginae es una especie fanerógama de la familia de Bromeliáceas. Es una de las pocas especies de Bromelioideae que es dioica.

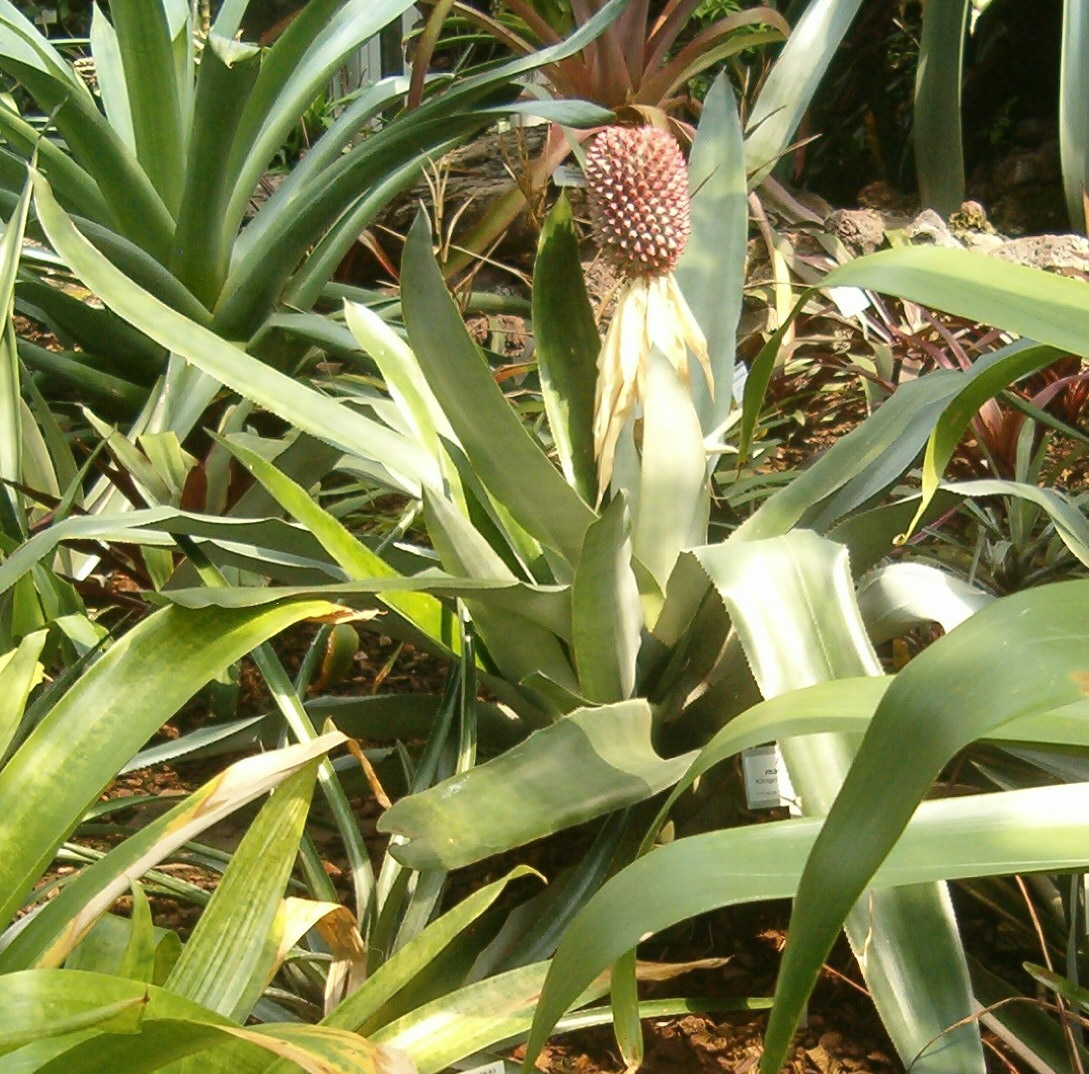
Vista de la planta

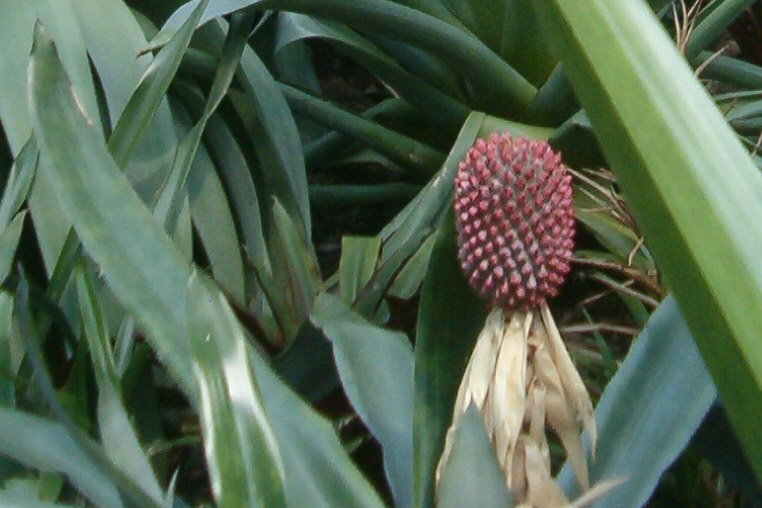
En su hábitat

## Descripción
Son epífitas, que alcanzan un tamaño de 40–100 cm de alto en flor. Hojas 70–90 cm de largo; vainas elípticas, hasta 23 cm de ancho, enteras proximalmente, dentadas distalmente, densamente café-lepidotas; láminas ampliamente triangulares a liguladas, 8–15 cm de ancho, agudas a cortamente acuminadas, apiculadas, serradas, densamente adpreso-lepidotas, tricomas adaxiales frecuentemente coalescentes y exfoliantes. Escapo erecto, 10–73 cm de largo, glabro a farinoso-pubescente en algunas partes, brácteas inferiores erectas, las superiores patentes, más largas que los entrenudos y ocultando gran parte del escapo, serradas; inflorescencia simple, 10–20 cm de largo, generalmente con 50 flores polísticas o más, flocoso-pubescente, brácteas florales ausentes o angostamente triangulares, hasta de 4 mm de largo, más cortas que los entrenudos, flocosas, flores sésiles; sépalos 8–12 mm de largo, fuertemente asimétricos, espiniforme-mucronados, flocosos en la base, glabrescentes; pétalos azules distalmente, blancos proximalmente.

## Distribución y hábitat
Especie poco común, se encuentra en pluvioselvas en la zona atlántica sur; a una altitud de 30–300 m; fl nov–ene, fr ene–may; en Nicaragua y Costa Rica.

## Cultivares
- Aechmea 'Jimmie Knight'
- Aechmea 'Maygood Moir'
- Aechmea 'Prince Albert'
- xAndrolaechmea 'Dean'

## Taxonomía
Aechmea mariae-reginae fue descrita por Hermann Wendland y publicado en Hamburger Garten- und Blumenzeitung 19: 32. 1863.
Etimología
Aechmea: nombre genérico que deriva del griego akme ("punta"), en alusión a los picos rígidos con los que está equipado el cáliz.
mariae-reginae: epíteto latino que significa "Reina María".
Sinonimia
- Aechmea gigas E.Morren ex C.H.Wright
- Aechmea lalindei Linden & Rodigas
- Pothuava mariae-reginae (H.Wendl.) L.B.Sm. & W.J.Kress	[3][4]